# جون روبرت أوسبورن
جون روبرت أوسبورن (بالإنجليزية: John Robert Osborn)‏ هو عسكري كندي، ولد في 2 يناير 1899 في Foulden, Norfolk ‏ في المملكة المتحدة، وتوفي في 19 ديسمبر 1941 في هونغ كونغ في الصين.